# استندینگ پاین (میسیسیپی)
استندینگ پاین (به انگلیسی: Standing Pine) مکانی در ایالت میسیسیپی کشور ایالات متحده آمریکا است که جمعیت آن در سرشماری سال ۲۰۱۰ میلادی، ۵۰۴
نفر بوده‌است.